# 马克斯·阿尔别特
马克斯·弗拉基米罗维奇·阿尔别特（俄语：Макс Владимирович Альперт，1899年3月18日—1980年11月30日）是一位苏联摄影师。
一战前，阿尔别特曾在敖德萨和兄弟米哈伊尔·阿尔佩林一起上学，战后，他去到莫斯科，在《工人报》担任摄影师。1930年代，他拍摄了苏联境内的很多建筑工地照片。当时苏联电影导演谢尔盖·米哈依洛维奇·爱森斯坦曾和阿尔别特在大費爾干納運河共处过一段时间，阿尔别特对摄影的热情给爱森斯坦留下了深刻印象。同期，阿尔别特还曾为《真理报》工作，是报社里的一位高产的肖像摄影师。二战期间，他曾在前线拍摄过很多标志性照片，还曾用相机记录下了蘇聯紅軍在布拉格和柏林的军事行动。他因在战争期间做出的贡献而于1943年获颁红星勋章，于1945年获颁衛國戰爭勳章以及劳动红旗勋章。战后，阿尔别特在苏联新闻局工作，编纂了一部关于医生梅科拉·阿莫索夫的相册。